# Heinrich Christoph Albrecht
Heinrich Christoph Albrecht (* 1762 in Hamburg; † 11. August 1800 auf Gut Kieleseng bei Flensburg) war ein deutscher Philologe und zählt politisch zu den Deutschen Jakobinern.

## Leben
Albrecht besuchte das Johanneum in Hamburg. Danach studierte er evangelische Theologie und Philosophie in Göttingen. Dabei erwarb er auch gründliche Kenntnisse der englischen Sprache. Später gründete er zusammen mit seinen Brüdern ein Erziehungsinstitut in Eppendorf. Seit 1794 lebte er als Publizist auf seinem Gut bei Flensburg.

## Politische Positionen
Albrecht gehörte einer Winkelloge in Hamburg an, in der sich insbesondere einige demokratisch gesinnte Personen trafen. Er war verheiratet mit der Schwester der auch als politische Dichterin hervorgetretenen Christine Westphalen. Zusammen mit dieser verfasste er politische Gedichte. Politisch zählt er zu den norddeutschen Jakobinern. Er war ein Fürsprecher von Menschenrechten und des Prinzips der Volkssouveränität. Darüber hinaus hatte er ein starkes Interesse an der politischen und Ökonomischen Geschichte und Entwicklung.
Er stand geistig im Grenzbereich zwischen liberalen und radikaler Gesinnung. Er kritisierte die Grenzen der Mitbestimmung des Volkes in der englischen Verfassung und gehörte zu den Unterstützern von Thomas Paine. Er verteidigte Adolph Knigge gegen die Kritik des antirevolutionären Johann Georg von Zimmermann. In seinem Denken spielten aber auch die soziale Kluft und die entstehende kapitalistische Wirtschaft bereits eine wichtige Rolle.
Die Lösung der sozialen Frage sah er in der Bildung und in einem gerechten Steuersystem. Das Prinzip der Volkssouveränität wollte er ohne Gewalt durchsetzen. In seiner Schrift Versuch über den Patriotismus sprach sich Albrecht für eine brüderliche Gemeinschaft aus. Diese sollte an die Stelle des Gegensatzes einer privilegierten Minderheit und der bislang politisch rechtlosen Mehrheit treten. Patriotismus war bei Albrecht verbunden mit Völkerfreundschaft, Volksverbundenheit, Pazifismus und der Abschaffung aller Standesvorrechte. Politisches Ideal war eine parlamentarische Republik, die die Menschenrechte garantierte. Kritik übte er am Fabriksystem und der Ausbeutung der Arbeiter. Dem stellte er den Reichtum der Oberschicht entgegen. Hinsichtlich der englischen Arbeiter zeichnete er indes ein wenig idealisiertes Bild. Dort hieß es: Solange ihre abhängige Lage dauert, ebensowenig aufgeklärt und gesittet werden als frei. in einer gelegentlich erhaschten Freistunde sei es nur tierischer Genuss, wonach ihre Natur trachtet (...)

## Schriftstellerisches Wirken
Er übersetzte einige Gedichte Shakespeares ins Deutsche. Des Weiteren verfasste er unter anderem den Versuch einer kritischen englischen Sprachlehre (1784) oder A short Grammar of the german tongue (1786). Im Jahr 1791 gab er die Zeitschrift Neue hamburgische Dramaturgie heraus, deren Erscheinen nach sechzehn Ausgaben wieder eingestellt wurde. Im Jahr 1792 erschien die Geheime Geschichte eines Rosenkreuzers im Druck. Diese Schrift war bereits 1791 im Braunschweigischen Journal erschienen. Daneben verfasste er Untersuchungen über die englische Staatsverfassung (2. Teile, 1794), Untersuchung über wahre und fabelhafte Theologie als Übersetzung von Thomas Paine (1794), Carl des Ersten, König von England. Leben und Thaten – dramatisch bearbeitet. (1796). Verschiedene Aufsätze erschienen in der Hamburgischen Monatsschrift und anderen Zeitschriften. Anonym verfasste er einige Schriften zur Verteidigung der Freiherrn von Knigge.

## Werke (Auswahl)
- Untersuchungen über die englische Staats-Verfassung. Nach den neuesten Veranlassungen der Geschichte des Landes. Teil 1 Lübeck, Leipzig, 1797 Digitalisat
- Materialien zu einer kritischen Geschichte der Freymaurerey. Hamburg, 1792 Digitalisat
- A short Grammar of the german tongue. Hamburg, 1786 Digitalisat